# Jüdischer Friedhof (Babenhausen)
Der Jüdische Friedhof Babenhausen ist ein Friedhof im Kernort der Stadt Babenhausen (Hessen) im Landkreis Darmstadt-Dieburg in Hessen.
Der 2481 m² große jüdische Friedhof liegt im nordöstlichen Bereich der Stadt an der Potsdamer Straße zwischen einem Spielplatz und dem Städtischen Kindergarten. Er ist vollständig von einem Neubaugebiet umgeben. Es sind 228 Grabsteine erhalten.